# Cacholote roux
Pseudoseisura cristata
Espèce
Statut de conservation UICN

 LC  : Préoccupation mineure
Le Cacholote roux (Pseudoseisura cristata) est une espèce de passereaux de la famille des Furnariidae.

## Répartition
Cet oiseau vit à travers la caatinga (nord-est du Brésil).